# Jiří Vrdlovec
Jiří Vrdlovec (* 29. června 1956, Praha) je bývalý český rychlostní kanoista, který reprezentoval Československo. Má šest medailí z mistrovství světa. Je dvojnásobným mistrem světa na 10 kilometrech v kategorii C-1, zvítězil na šampionátu v Tampere roku 1983 a na mistrovství v Mechelenu roku 1985. Ve stejné kategorii a na stejné trati získal na světovém šampionátu též stříbro (Bělehrad 1982). Má též dva individuální bronzy z jednoho kilometru (Nottingham 1981, Tampere 1983) a jeden bronz má též z deblkanoe (C-2), z desetikilometrové tratě (Nottingham 1981). Tento cenný kov získal po boku Petra Kubíčka. Zúčastnil se též olympijských her v Moskvě roku 1980, kde startoval v deblkanoi na kilometru a na 500 metrech (v obou případech 5. místo). I v Moskvě byl jeho parťákem Petr Kubíček. V anketě Sportovec roku se dvakrát umístil v první desítce (1983 - 4. místo, 1985 - 6. místo). V letech 1975-1987 závodil za Duklu Praha, a poté tam až do roku 1998 působil jako trenér. Pak se živil jako truhlář, tomuto řemeslu se kdysi i vyučil. K řemeslu se vrátil, přestože si během sportovní kariéry dodělal střední průmyslovou školu a vystudoval Fakultu tělesné výchovy a sportu Univerzity Karlovy.